# Haarlems Dagblad
Das Haarlems Dagblad ist eine niederländische Regionalzeitung mit Redaktionssitz in Haarlem. Die Zeitung erscheint montags bis samstags im Broadsheet-Format. Herausgeber der Zeitung ist HDC Media, wo mit De Gooi- en Eemlander, IJmuider Courant, Leidsch Dagblad und Noordhollands Dagblad weitere Regionalzeitungen erscheinen. Die bezahlte Auflage betrug im ersten Quartal 2008 39.158 Exemplare. Die Chefredakteure sind Geert ten Dam und Jan Geert Majoor. Mit dem Ersterscheinungsdatum im Jahr 1656 gehört Haarlems Dagblad zu den ältesten nach wie vor publizierten Printmedien der Welt.

## Geschichte

### Vorgängerzeitungen
Das heutige Haarlems Dagblad hat seinen Ursprung in einer Fusion zweier Zeitungen, wobei die ältere bereits 1656 unter dem Namen Weeckelycke Courante van Europa erstmals erschien, womit das Haarlems Dagblad zumindest von seiner einen Ursprungshälfte her die älteste Zeitung der Niederlande ist.
Noch im Gründungsjahr wurde die Weeckelycke Courante van Europa in Haerlemsche Dingsdaegse Courant umbenannt. 1664 erhielt die Zeitung von dem Haarlemser Stadtrat das Recht, „Oprechte“ (aufrichtige) dem Titel voranzustellen und das Stadtwappen beizufügen. 1667 kam eine Donnerstagsausgabe mit dem Namen Extra ordinaire Haarlemsche Donderdagsche Courant hinzu.
Am 9. Juli 1757 erhielt die Zeitung den übergreifenden Titel Oprechte Haerlemse Courant, die Auflage betrug nun 2.400 Exemplare. Am 1. Oktober des gleichen Jahres wurde die erste Anzeige abgedruckt. Von 1798 an, während der Zeit der Batavischen Republik, erschien die Oprechte Haerlemse Courant unter dem Namen Vrijheid, Gelijkheid en Broederschap-Haarlemse Courant, zudem musste mit Gazette de Harlem eine französischsprachige Ausgabe herausgegeben werden. Nach dem 18. November 1813 kehrte die Zeitung wieder zu ihrem alten Namen zurück.
1847 wurde aus der Oprechte Haerlemse Courant eine Tageszeitung. Am 11. Juli 1883 erschien das erste Mal das Haarlems Dagblad, das schon bald die Oprechte Haerlemse Courant an Auflage übertraf und 1940 19.313 Abonnenten vorweisen konnte. 1932 wurde die IJmuider Courant vom Haarlems Dagblad übernommen.

### Erzwungene Fusion und die Nachkriegszeit
Während des Zweiten Weltkrieges zwangen im Jahr 1942 die deutschen Besatzer die Oprechte Haerlemse Courant und das Haarlems Dagblad dazu zu fusionieren. Am 2. Mai erschienen sie zum letzten Mal getrennt, von da an unter dem Namen Haarlemsche Courant, Nieuwsblad voor Nederland. Nach dem Krieg wurde die Fusion nicht rückgängig gemacht, die Zeitung erschien ab dem 25. Juni 1945 unter dem Titel ihrer einen Vorgängerhälfte Haarlems Dagblad und erhielt am 13. September 1948 den Titel der anderen Vorgängerhälfte als Unterüberschrift.
Seit 1949 erschien das Haarlems Dagblad im Verlag „Damiate“ und konnte seitdem die Auflage durchgehend steigern, bis diese 1974 einen Rekordwert von 70.000 Exemplaren erreichte, seitdem ist die Auflage wieder gefallen. 1969 fusionierte Damiate mit dem Zaandamer Verlag „A. Stuurman NV“, Herausgeber der Zeitungen De Typhoon, Nieuwe Noordhollandse Courant und De Noord-Amsterdammer. 1974 erhielt die Zeitung einen Redaktionsrat und zog 1976 ins Industriegebiet um. Zum 1. Januar 1980 wurde auch das Leidsch Dagblad Teil von „Damiate“.
Am 20. Dezember 1991 fusionierte „Damiate“ mit dem Verlag Verenigde Noordhollandse Dagbladen (VND), Herausgeber des Noordhollands Dagblad, zur „Hollandse Dagbladcombinatie“ (HDC). Im April 1993 wurde die „Hollandse Dagbladcombinatie“ von der „Telegraaf Media Groep“ übernommen.
2004 wurde das Haarlems Dagblad und seine Schwesterzeitung Leidsch Dagblad von einer Abend- in eine Morgenzeitung umgewandelt.

## Kurioses
Bis 1669 erschien ein Ableger der Oprechte Haerlemsche Dingsdaegse Courant (beziehungsweise der Donnerstagsausgabe) unter dem Namen "The Daily Courant" sogar in England, bis dieser unter Androhung der Todesstrafe eingestellt werden musste.

### Online
- "Civiele journalistiek bij het Haarlems Dagblad", von Inge Fraters und Ton Witkamp, Juni 2005 (Memento vom 11. Juli 2007 im Internet Archive) (niederl.)